# Jean-Antoine du Cerceau
Jean-Antoine du Cerceau (París, 1670 - 1730) fue un religioso y escritor nacido en París, Francia.

## Biografía
Entró en la Compañía de Jesús en 1688 y compaginó sus deberes religiosos con la escritura. Fue preceptor del príncipe de Conti, junto al cual, en el transcurso de una cacería se le disparó accidentalmente el arma, a resultas de cuyo accidente murió.
La obra literaria de Cerceau es muy variada: poesía, poesías latinas, dramas, comedias, tragicomedias, biografías, historia, etc. Sus obras fueron representadas varias veces en los colegios de jesuitas de Francia, y fue uno de los redactores del Journal de Trévoux.

## Obra

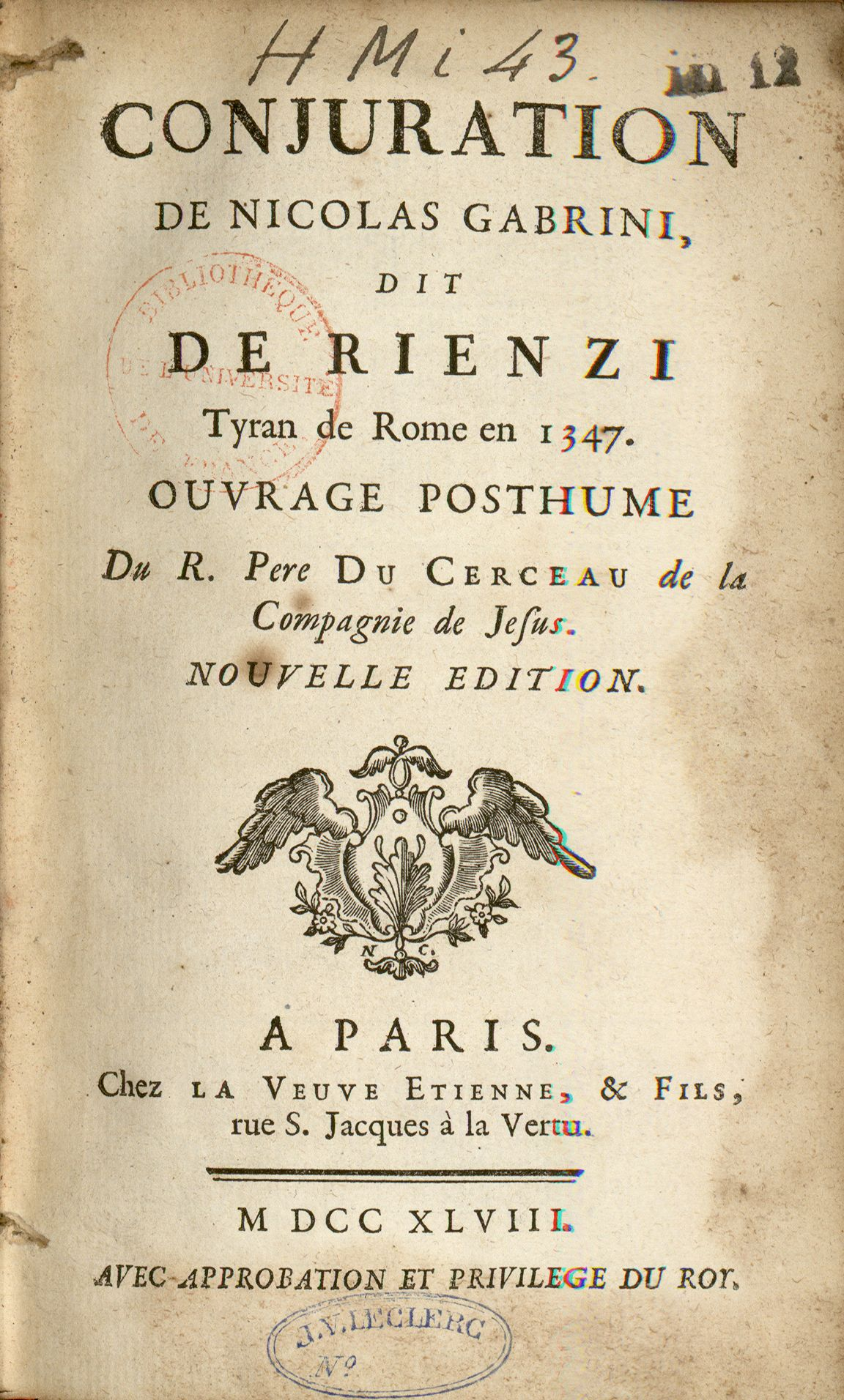
Jean-Antoine Du Cerceau, Conjuration de Nicolas Gabrini, dit de Rienzi tyran de Rome en 1347. Ouvrage posthume du R. Pere Du Cerceau de la Compagnie de Jesus. Nouvelle edition, 1748. Biblioteca de la Sorbonna, NuBIS, HMI 6= 43.

- Destino del nuevo siglo
- Espejo en el colegio
- El Filósofo de la moda
- El Peligro de las riquezas
- El Punto de honor
- El Rico imaginario
- Escuela de los padres
- Esopo en el colegio
- Fillius prodigus
- La Conjuración de Rienzi
- La Derrota del Salecismo
- La Escuela de los Padres
- Las incomodidades de la grandeza